# Список православных храмов Башкортостана
В данном списке указаны православные храмы по населённым пунктам Башкортостана.

## Баймак
| Название        | Период строительства | Краткое описание | Местонахождение            | Управляющая организация                                                                          | Изображение |
| --------------- | -------------------- | --- | -------------------------- | ------------------------------------------------------------------------------------------------ | ----------- |
| Введенский храм | 2001                 | Введенский приход основан в 1995 году. В 1996 году администрация города выделила помещение под богослужения, здание бывшего музея. Первый настоятель был иерей Сергий Кожевников. Затем настоятелем был иерей Евгений Инчин, после него был иерей Роман Банников. С 15 мая 2006году настоятелем является игумен Сергий (Максименко). Здание храма деревянное, давней подстройки, ориентировочно датируется 1907 годом. В 2006—2007 гг. велось строительство нового храма и дома для настоятеля. | г. Баймак, ул. Азанова, 36 | Русская православная церковь, Башкортостанская митрополия, Бирская епархия, Сибайское благочиние |             |

## Белорецк
| Название                  | Период строительства | Краткое описание | Местонахождение | Управляющая организация                                                                            | Изображение |
| ------------------------- | -------------------- | --- | --------------- | -------------------------------------------------------------------------------------------------- | ----------- |
| Свято-Троицкий (Белорецк) | 2001                 | Свято-Троицкий собор г. Белорецка был построен в 1880-х гг., уничтожен до основания в 1929-30 гг. Стоял в центре города. Троицкий храм г. Белорецка построен и освящён после пожара в 1981 г. Престол — в честь Святой Троицы — в память погибшего собора. | г. Белорецк,    | Русская православная церковь, Башкортостанская митрополия, Уфимская епархия, Белорецкое благочиние |             |

## Бирск
| Название                                       | Период строительства | Краткое описание | Местонахождение | Управляющая организация                                                                                       | Изображение |
| ---------------------------------------------- | -------------------- | --- | --------------- | --- | ----------- |
| Свято-Троицкий собор (Бирск)                   | 1841                 | Свято-Троицкий собор города Бирска — православный храм Нефтекамской епархии, Бирского первого благочиния Московского патриархата. Храм расположен по адресу: Башкортостан, г. Бирск, Соборная пл. Здание храма является памятником истории и архитектуры. Храм имеет три придела: правый — в честь Рождества Пресвятой Богородицы, левый придел — в честь Святителя Николая Чудотворца, главный храм — во имя Пресвятой Живоначальной Троицы. | г. Бирск,       | Русская православная церковь, Башкортостанская митрополия, Нефтекамская епархия, Бирского первого благочиния. |             |
| Церковь святителей Гурия, Варсонофия и Германа | 1899                 | Церковь святителей Гурия, Варсонофия и Германа — православный храм Нефтекамской епархии, Бирского первого благочиния Московского патриархата. Храм расположен по адресу: Башкортостан, г. Бирск, Россия, республика Башкортостан, г. Бирск, ул. Коммунистическая, 48. Кирпичный храм построен в византийском стиле с отдельно стоящей трёхъярусной колокольней. Бытует название церкви, как «инородческая»                                    | г. Бирск,       | Русская православная церковь, Башкортостанская митрополия, Нефтекамская епархия, Бирского первого благочиния. |             |

## Давлеканово
| Название                   | Период строительства | Краткое описание | Местонахождение                        | Управляющая организация                                                                             | Изображение |
| -------------------------- | -------------------- | ---------------- | -------------------------------------- | --------------------------------------------------------------------------------------------------- | ----------- |
| Богородице-Почаевский храм | ?                    | ?                | г. Давлеканово, ул. Степана Разина, 55 | Русская православная церковь, Башкортостанская митрополия, Салаватская епархия, Раевское благочиние |             |

## Ишимбай
| Название            | Период строительства | Краткое описание | Местонахождение               | Управляющая организация                                                                                | Изображение |
| ------------------- | -------------------- | --- | ----------------------------- | --- | ----------- |
| Свято-Троицкий храм | 1993—2004            | По ходатайству настоятеля отца Сергия и по благословению епископа Уфимского и Стерлитамакского Никона в мае 1993 года место было освящено. Летом того же года был освящён и заложен протоиереем Сергием камень под основание храма. Проект храма был заказан и сделан в Троице-Сергиевой Лавре. Архитектор — Д. С. Соколов. За основу взят Новгородский стиль XVI—XVII вв. | г. Ишимбай, ул. Советская, 68 | Русская православная церковь, Башкортостанская митрополия, Салаватская епархия, Ишимбайское благочиние |             |

## Кумертау
| Название                           | Период строительства | Краткое описание | Местонахождение                             | Управляющая организация                                                                                 | Изображение |
| ---------------------------------- | -------------------- | --- | ------------------------------------------- | --- | ----------- |
| Богородице-Державный храм          | ?                    | ? | г. Кумертау, с. Маячный, ул. Матросова, 1б. | Русская православная церковь, Башкортостанская митрополия, Салаватская епархия, Кумертауское благочиние |             |
| Иоанно-Предтеченский соборный храм | ?                    | ? | г. Кумертау, ул. Рабочая, 12а               | Русская православная церковь, Башкортостанская митрополия, Салаватская епархия, Кумертауское благочиние |             |
| Марфо-Мариинский монастырь         | ?                    | В состав монастыря входит Покровский храм (архитектор М. Е. Приемышев) построенный в 1909—1914 годах на средства московского фабриканта Павла Николаевича Сусоколова, который приезжал на кумысолечение от астмы в село Ира, и его сестры Софии. | г. Кумертау, с. Ира, ул. Церковная, 9       | Русская православная церковь, Башкортостанская митрополия, Салаватская епархия, Монастырское благочиние |             |

## Мелеуз
| Название                  | Период строительства | Краткое описание | Местонахождение           | Управляющая организация                                                                                 | Изображение |
| ------------------------- | -------------------- | --- | ------------------------- | --- | ----------- |
| Богородице-Казанский храм | 1990-1994            | Строительство храма было начато в 1990 году на месте большой Троицкой-Никольской церкви, снесённой незадолго до этого (здание существовало с ~1898 г., а до этого здесь стояла старая Троицкая церковь). В 1994 г. сооружение нового кирпичного храма в память последней действовавшей церкви Мелеуза «Казанско-Богородским», было завершено. Храм 7-главый с трёхъярусной колокольней. Архитектурный стиль — современная эклектика с отдалёнными восточно-романскими мотивами. К сожалению, здание строилось из некачественного тресканного «рыжего» кирпича, ныне оставленного «на обветривание». Подо всем зданием обширное служебное подцерковье. Во время строительства настоятелем служил о. Владимир Степанов (1990-97 гг.). Ныне близ церкви ведётся строительство 2-х этажного кирпичного здания воскресно-приходской школы. В 2004 г. заменены кресты и купола. В 2002 г. для поддержки Покровского Эннатского мужского монастыря приходская Казанско-Богородская церковь была временно преобразована в монастырское Казанско-Богородицкое подворье. Святыни храма: мощи местночтимой святой блаженной Варвары Скворчихинской, чтимая икона вмч. целителя Пантелеимона с частицей его мощей, ковчег с более чем 100 частицами святых мощей и иные. | г. Мелеуз, ул. Ленина, 96 | Русская православная церковь, Башкортостанская митрополия, Салаватская епархия, Мелеузовское благочиние |             |

## Салават
| Название                                          | Период строительства | Краткое описание | Местонахождение                                 | Управляющая организация                                                                                | Изображение |
| ------------------------------------------------- | -------------------- | --- | ----------------------------------------------- | --- | ----------- |
| Свято-Успенский кафедральный собор                | 1990—2002            | Строительство храма началось в 1990 году. 19 августа 1994 г. епископ Уфимский и Стерлитамакский Никон заложил и освятил первый камень в основание будущего храма. Предприятие «Ишимбайжилстрой» произвело закладку фундамента храма. Генеральным заказчиком строительства стало ОАО «Салаватнефтеоргсинтез». Открытие храма состоялось 29 ноября 2002 г.                            | г. Салават, ул. Уфимская, 35                    | Русская православная церковь, Башкортостанская митрополия, Салаватская епархия, Ишимбайское благочиние |             |
| Церковь иконы Божией Матери «Неупиваемая чаша»    | 2007—2011            | Православная община как подворье Покровского мужского монастыря в честь иконы Божией Матери «Неупиваемая Чаша» создана в Салавате 5 июня 2007 г. Церковь была построена в 2011 году на одном земельном участке со старой. Нижний (подвальный) храм — каменный, верхний — деревянный. Жилые помещения подворья размещены в надстроенном здании старого мусинского молитвенного дома. | г. Салават, ул. Мира, 1                         | Русская православная церковь, Башкортостанская митрополия, Салаватская епархия, Ишимбайское благочиние |             |
| Часовня в честь Святой мученицы царицы Александры | ?                    | ? | г. Салават, мкр-н № 116, кладбищенский комплекс | Русская православная церковь, Башкортостанская митрополия, Салаватская епархия, Ишимбайское благочиние |             |

## Сибай
| Название                                             | Период строительства | Краткое описание | Местонахождение           | Управляющая организация                                                                              | Изображение |
| ---------------------------------------------------- | -------------------- | ---------------- | ------------------------- | --- | ----------- |
| Храм в честь иконы Божией Матери «Отрада и утешение» | 1997                 | ?                | г. Сибай, ул. Заречная, 2 | Русская православная церковь, Башкортостанская митрополия, Салаватская епархия, Сибайское благочиние |             |

## Уфа
| Название                                                | Период строительства | Адрес, краткое описание | Изображение |
| ------------------------------------------------------- | -------------------- | --- | ----------- |
| Рождество-Богородицкий храм                             | 1903-1909            | г. Уфа, ул.Кирова,101 Кирпичная трёхпрестольная церковь, построена в эклектичном стиле на средства прихожан при существенном вкладе церковного старосты купца Н. М. Патокина. Основной объём завершён пятиглавием с широким центральным световым барабаном в виде восьмерика; трапезная в одной связи с ярусной колокольней. Приделы: Михайло-Архангельский (южный) и Никольский (северный). Закрыта в июле 1934, в церкви последовательно размещались склад зерна, авиамастерские и кинотеатр. Здание перестроено внутри, разрушены завершения и колокольня. Возвращена верующим в 1991 году. Объект культурного наследия № 0310054000 |             |
| Покровская церковь                                      | 1817-1823            | г. Уфа, ул. Мингажева, 4. Строительство каменного храма начал уфимский купец Д. С. Жулябин. Придел во имя св. Николая освящён в 1817 г. В 1823 году освящены главный храм и придел, обновлённый после пожара 1821 года. Закрыта в 1937 г. В течение некоторого времени использовалась как аптечный склад. Вновь открыта в 1957 году. Памятник архитектуры. Объект культурного наследия № 0300092000 |             |
| Свято-Сергиевский кафедральный собор                    | 1868                 | г. Уфа, ул. Бехтерева, 2. Сергиевская церковь была построена на месте деревянной церкви, основанной в 16 веке стрельцами и пушкарями, которые были присланны для охраны уфимского кремля и его жителей. В 1933 году Сергиевская церковь стала называться Сергиевским кафедральным собором. Храм официально не закрывался даже в советское время и до сих пор является действующим. |             |
| Крестовоздвиженская церковь (Уфа)                       | 1892-1983            | г. Уфа, ул. Лесопильная, д. 2 Архитектура храма принадлежит деревянному русскому стили, который характерный для церквей рубежа XIX—XX вв. Такой тип зданий встречается во многих сельских церквях Уфимского уезда и губернии. Здание сделано из брёвен «в лапу» и обшито тёсом. Ныне оно имеет белую окраску с жёлтой отделкой. Крыша и купола окрашены в голубой цвет. Храм является семикупольным. Кресты сделаны из зеркального стекла, вставленного в чугунные рамки. Иконостас церкви — резной, четырёхъярусный. Все иконы написаны в одном церковном стиле, по образцу древневизантийских. Объект культурного наследия № 0300000136 |             |
| Спасский храм (Уфа)                                     | 1824-1844            | г. Уфа, ул. Октябрьской Революции д. 2 Спасский храм — действующий православный храм в Кировском районе города Уфы Республики Башкортостан на улице Октябрьской революции. Церковь строилась «по образу» знаменитого Казанского Собора Санкт-Петербурга. В настоящее время требует реконструкции. |             |
| Всехсвятская церковь (Уфа)                              | 1897-1898            | г. Уфа ул. Местные Дубнячки д. 32. Всехсвятская церковь (церковь во имя Всех святых) — православный храм в Уфе, в настоящее время не сохранившийся. Находился в Архиерейской слободе. Церковь была однопрестольной, деревянной с колокольней на 8 колоколов. После строительства и освящения храма в 1898 г., из архиерейского дома в храм принесли иконостас «Во имя всех святых, в земле российской воссиявших». Храм был однопрестольный, деревянный на каменном фундаменте с колокольней на 8 колоколов. В 1933 г. церковь была закрыта, снесена, на её месте был построен частный дом. |             |
| Пророко-Илиинский храм                                  | 1856                 | г. Уфа ул. Заки Валиди д. 64/1 Ильинская церковь (церковь во имя Пророка Илии) - православный храм в Уфе, в настоящее время не сохранившийся. Храм был одноглавым с отдельно расположенной колокольней. Был построен в стиле позднего классицизма и содержал элементы псковской школы архитектуры, нехарактерной для Уфы. Находилась церковь на углу улиц Большой Ильинской и Митрофановского переулка (в дальнейшем улица Фрунзе, а ныне - улица Заки-Валиди). |             |
| Богородско-уфимский храм                                | 1725-1727            | г. Уфа ул.Ферина д. 15 Богородско-Уфимский храм — действующий православный храм в жилом районе Инорс города Уфы Республики Башкортостан. Считается вторым по величине в Уфимской епархии. Объект культурного наследия № 0300000137 |             |
| Воскресенский собор                                     | 1841                 | г. Уфа, ул. Заки Валиди, 34. На этом месте ныне находится Башкирский театр драмы им. М. Гафури. Построен в романо-византийском стиле, с чертами классицизма. Имел в основании форму креста, венчался круглой башенкой-фонарем со множеством окон. Купол и шатёр колокольни были крыты белой жестью, а крыша была цвета меди. Железная решётка фонаря и два креста были покрыты позолотой и сияли на солнце. Главный и боковые входы собора украшали дорического стиля колонны с тумбами и капителями из литого чугуна. Трёхъярусная восьмигранная колокольня сначала стояла в отдалении от собора, с западной стороны, заканчивалась она высоким шпилем, на который был водружён крест. Она имела 13 колоколов, из них самый большой колокол (он весил 521 пуд или 8336 килограммов) пожертвовал елабужский купец Стахеев. Потом колокольню и собор соединили, таким образом увеличив площадь храма до 2397 кв. м. В Воскресенском кафедральном соборе хранилась икона Казанской Божьей матери, на отделку ризы которой пошло 46 яхонтов, 73 бриллианта, 150 сраз, 2 алмаза, плюс к этому использовали жемчуг, аметист, жергон. Икона весила 17 фунтов и 75 золотников. В 60-е годы XIX века в собор поместили новые иконостасы, исполненные московскими мастерами и сделанные под старину. В конце XIX века стены собора расписали на средства купца П. Г. Михайлова. Собор имел очень ценную и древнюю библиотеку, там хранилось два Евангелия XVII века. Площадь храма составляла 2397 м². Собор мог вместить до трёх тысяч человек. Колокольня имела 13 колоколов. Церковь имела три престола. Главный престол назывался в честь Воскресения Христова, правый — в честь Рождества Христова, левый — в честь иконы Казанской Божией Матери, названный так в честь главной святыни храма — чудотворной иконы. Воскресенский собор в 1931 году был закрыт, в 1934 году разобран. |             |
| Храм в честь Блаженной Матроны Московской (Уфа)         | 2011                 | г. Уфа, ул Баязита Бикбая, 32а. Храм во имя блаженной Матроны Московской — действующий православный храм в Октябрьском районе города Уфы Республики Башкортостан в жилом районе Сипайлово, на пересечении улиц Б.Бикбая и Ю.Гагарина. |             |
| Петропавловская церковь (Уфа)                           | 1825                 | г. Уфа, ул. Достоевского,35. Петропавловская церковь — открыта в 1825 при тюремном замке. Закрыта в 1919 году. |             |
| Никольская церковь при Уфимском железнодорожном вокзале | 1899                 | г. Уфа ул. Вокзальная д. 39а. Никольская церковь при Уфимском железнодорожном вокзале (Церковь во имя святителя и чудотворца Николая при железнодорожном вокзале) — действующий православный храм в Уфе на улице вокзальной. Вокзальная Никольская церковь при железнодорожном вокзале «Уфа» была построена для того, чтобы пассажиры железной дороги смогли её посетить во время стоянки поезда. Сначала в 1897 г. была освящена деревянная церковь во имя святителя и чудотворца Николая при железнодорожном вокзале, затем на её месте в 1899 г. была заложена большая каменная пятиглавая церковь с колокольней. Говоря о церкви, уфимцы всегда подчёркивали, что она «вокзальная», так как в Уфе к её открытию уже стояла Никольская церковь на Пушкинской улице. Вокзальную Никольскую церковь закрыли в 1924 г., самой первой из церквей города. В ней разместили сначала клуб железнодорожников, затем Уфимский филиал Самарского железнодорожного института, Уфимский железнодорожный техникум-колледж. Возвращена верующим в 2005 году. Памятник истории и архитектуры. |             |
| Александровская церковь (Уфа)                           | 1824-1836            | г. Уфа ул. Кирова, 1. Александровская церковь (Церковь во имя св. Александра Невского) — не сохранившийся до наших времён один из первых православных храмов в городе Уфе. Была расположена на Александровской площади. |             |
| Симеоно-Верхотурский храм                               | 1903                 | г. Уфа ул. Белякова, 25а. Симеоно-Верхотурский храм (Церковь во имя святого Симеона Верхотурского), — действующий православный храм в Уфе на улице Белякова. Деревянная, на каменном фундаменте. Имела два придела: во имя святого Алексия - Человека Божия и во имя святого Михаила Тверского |             |
| Троицкая церковь (Уфа)                                  | 1579                 | г. Уфа Троицкая церковь — не сохранившийся до наших времён первый православный храм в городе Уфе. Долгое время являлась главной среди всех храмов города.[1] Располагалась на территории Уфимского кремля на месте Монумента Дружбы |             |
| Часовня святого источника (Уфа)                         | 1993                 | г. Уфа ул.Ферина д.15 Часовня святого источника — часовня в жилом районе Инорс города Уфы. Одна из достопримечательностей города.[1] Составляет единый архитектурный комплекс с Богородско-Уфимским храмом, с которым относится к Уфимской и Стерлитамакской епархии РПЦ. |             |
| Успенская церковь (Уфа)                                 | 1798                 | Успенская церковь (церковь Успения Божией Матери) – православный храм в Уфе. В настоящее время не сохранившийся. Находилась по улице Успенская, 73, ныне улица Коммунистическая. По архитектуре и по внутреннему убранству этот храм, наряду с Ильинской церковью, был одним из лучших в Уфе.[1] |             |
| Храм Великомученика Георгия Победоносца (Уфа)           | 2001                 | Первая церковь в честь Георгия Победоносца находилась в Уфе в здании одного из корпусов казарм внутренней стражи уфимского гарнизона на углу Александровской площади и улицы Казарменная (ныне улица Красина). До наших дней это здание не сохранилось. Поэтому в 2001 году было принято решение о строительстве нового Георгиевского храма в Уфе, который теперь располагается в Затоне. |             |
| Свято-Пантелеимоновский храм (Уфа)                      | 1997                 | г. Уфа, ул. Архитектурная, д. 7/1. Свято-Пантелеимоновский храм. Настоятель прот. Виктор Иванов |             |
| Церковь Двенадцати апостолов в Уфе                      | 2001                 | построена ок. 1911 в жилой усадьбе на ул.Иркутской (ныне ул.Пархоменко). Закрыта ок. 1925, снесена в начале 80‑х гг.; |             |
| Иоанно-Предтеченская церковь                            | 1831                 | кирпичная, заложена в 1831 на Иоанно-Предтеченском кладбище (ныне ок. парка им.И.С.Якупова) в память дня усекновения Главы св. Иоанна Крестителя, освящена в 1845. Закрыта в 1933, позднее снесена; | ?           |
| Преображенская церковь                                  | 1831                 | деревянная., одноглавая, перенесена в 1861 году по ходатайству священника Ф. Троицкого из Благовещенского монастыря на Сергиевское кладбище, освящена в 1862 году. Была приписана к Свято-Сергиевскому кафедральному собору. Имела престол в честь Преображения Господня. Закрыта в 1932 году, позднее снесена; |             |
| Скорбященская (приютская) церковь                       | 1861                 | кирпичная, построена в 1860—61 на средстваПриказа общественного призрения на ул.Приютской (ныне ул.Кирова). Имела престол в честь иконы Божией Матери “Всех Скорбящих Радосте”. Закрыта в 1923, снесена ок. 1968; |             |
| Никольская церковь                                      | 1861                 | кирпичная, построена в 1876—82 на пути следования крестного хода с Берёзовской святителя Николая Чудотворца иконой на углу ул. Почтовой и Каретной (ныне ул. Пушкина и Аксакова) на пожертвования мещанина Н.Гурьева. Имела 3 престола: гл. — во имя святителя и чудотворца Николая (освящён в 1882), в правом приделе — в честь Вознесения Господня (1897) и в левом (1907). С 1924 кафедральный собор Епархии Уфимской. Закрыта в 1933, снесена в 1939; |             |
| Скорбященская церковь                                   | 1901                 | кирпичная, 5 главая. Построена в 1901—06 на Ново-Ивановском (Скорбященском) кладбище (ныне сквер 50 летия Победы) на средства казны и пожертвования. Имела престол в честь иконы Пресвятой Богородицы “Всех Скорбящих Радосте”. Была приходской для жителей близлежащих деревень. Закрыта в 1933, снесена; |             |
| Вторая скорбященская церковь                            | 1901                 | построена в нач. 20 в. там же как каплица (закрыта в 1930 е гг.), с 1945 действовала как правосл. церковь. Закрыта в 1961, снесена в 1962; Рождества Богородицы церковь; |             |
| Вознесенская церковь                                    | 1909                 | кирпичная, заложена в 1909 по инициативе купца М.А. Степанова-Зорина, построена в осн. на его средства на ул.Вавиловской (ныне ул.Зенцова), освящена в 1918. Имела 2 престола: гл. — в честь Вознесения Господня (освящён в 1918) и в приделе — во имя иконы Божией Матери “Живоносный источник” (1919). Внутр. убранство было расписано А.П.Лежнёвым. Закрыта в 1933, позднее снесена; |             |
| Леонидовская церковь                                    | 1910                 | кирпичная, построена в 1910 по инициативе купца Л.Четкова на углу ул. Центральной и Тюремной (ныне ул. Ленина и Достоевского). Имела престол во имя св. Леонида Коринфского (освящён в 1910). Являлась подворьем Михаило-Архангельского жен. монастыря. Закрыта в 1923, снесена в 50 е гг.; |             |
| Церковь Двенадцати апостолов                            | 1911                 | дер., построена ок. 1911 в жилой усадьбе на ул.Иркутской (ныне ул.Пархоменко). Закрыта ок. 1925, снесена в нач. 80 х гг.; |             |
| Иоанно-Златоустовская церковь                           | 1834                 | открыта в 1834 в здании Духовной семинарии; закрыта в 1919г.. |             |
| Крестовая                                               | 1839                 | открыта в 1834 открыта в 1839 году в здании Духовной семинарии; закрыта в 1919г.. |             |
| Тихоно-Задонская церковь                                | 1863                 | открыта в 1863 году при епархиальном женском училище; закрыта в 1919 г.. |             |
| Софийская церковь                                       | 1865                 | открыта в 1865 году при Уфимской мужской гимназии; закрыта в 1919 г.. |             |
| Димитрие-Солунская церковь                              | 1880                 | 1880-е гг., освящена в 1885 году в здании Духовного мужского училища; закрыта в 1919 г.. |             |
| Введенская церковь                                      | 1890                 | 1890 е гг., освящена в 1898 году, при Мариинской женской гимназии; закрыта в 1919 г.. |             |
| Алексиевская церковь                                    | 1903                 | 1901—1903 при Уфимском реальном училище; закрыта в 1919 г.. |             |
| Георгиевская церковь                                    | 1908                 | 1908 г. в южном корпусе казарм внутренней стражи; закрыта в 1919 г.. |             |
| Свято-Духовская церковь                                 | 1908                 | известна с начала 20 в, при Уфимской губернской психиатрической больнице; закрыта в 1919 г.. |             |

## Прочие по районам
| Название | Период строительства                        | Адрес, краткое описание | Изображение                                 |
| Православные сооружения города Стерлитамака | Православные сооружения города Стерлитамака | Православные сооружения города Стерлитамака | Православные сооружения города Стерлитамака |
| --- | ------------------------------------------- | --- | ------------------------------------------- |
| Собор Иконы Божией Матери Казанская (Стерлитамак) | 1837-1864                                   | Собор Казанской Божьей Матери в г. Стерлитамаке заложен в 1837 г. Разрушен в 1938 году. Находился в г. Стерлитамак на Церковной площади (ныне парк им. С.М.Кирова). Построен и освящён в 1850 году (полностью построен в 1864 г.). Заложен как церковь в 1837 г. по проекту Оренбургской губернии архитектора Г.Алфеева на месте сгоревшей в 1834 деревянной церкви, сооружённой в 1806 году в честь иконы Казанской Божией Матери (в 1824 на пути из Оренбурга в Уфу церковь посетил Александр I), в 1878 году приобрёл статус собора. Храм был построен в стиле классицизма; каменный, 5-главый, увенчанный серебряными крестами, с отдельно расположенной 4-ярусной колокольней (гл. колокол весил 200 пудов), окружённый чугунной узорчатой оградой (1867). Представлял собой прямоугольное в плане здание, вход украшал портик с 6 колоннами. Собор имел 3 престола: главный — в честь Казанской Божией Матери (освящён в 1850), в правом приделе — во имя святителя Николая Чудотворца (1838), левом — во имя св. кн. Александра Невского (1851); в соборе находились 3 резных позолоченных иконостаса, в т.ч. иконостас, выполненный на средства И.Ф.Базилевского в Петербургской академии художеств (одна из икон выполнена членом этой академии М.Н.Воробьёвым), иконы Спасителя, Божией Матери, Сретения Господня и архангела Михаила в драгоценных ризах. Действовали приходское попечительство (с 1881), церковно приходская школа (с 1839), женская школа (с 1860-х гг.). В 1917 причт состоял из 2 протоиереев, 2 священников и дьякона. В 1929 собор закрыт, кресты и колокола сняты, здание передано под клуб. В 1937 был начат снос, продолжавшийся до начала 50-х гг. Настоятели: Ф.И.Базилевский, В.Н.Сперанский, П.В.Полозов, М.И.Кречетов. |                                             |
| Православные сооружения Альшеевского района |                                             | |                                             |
| Храм во имя Николая Чудотворца (другие названия: Свято-Никольский храм, церковь в честь святого Николая Угодника, Никольская церковь) в селе Шафраново. | 1901                                        | Храм в пос. Шафраново Республика Башкортостан. 90-килограммовый колокол был отлит известным мастером из Каменска-Уральского Николем Пятковым. На колоколе написано: «В память о семье де Гас, жившей в Шафранове в 1910 - 1917 годах и беззаветно любившей Россию. Дар Андре Саразена де Гас. 2005 год. Франция». |                                             |
| Православные сооружения Благовещенского района |                                             | |                                             |
| Успенский Свято-Георгиевский монастырь | 1901                                        | Успенский Свято-Георгиевский мужской монастырь — православный мужской монастырь в селе Уса-Степановка Благовещенского района республики Башкортостан. В состав монастыря входит Семиглавая Георгиевская церковь; на месте Кустиков - кирпичная 8-гранная часовня во имя Иверской иконы Божией Матери, надкладезная часовня и др. С 2003 года воссоздаётся Успенский собор |                                             |
| Православные сооружения Гафурийского района |                                             | |                                             |
| Храм Покрова в Красноусольском | 2001                                        | храм Покрова Божией Матери. Первый храм был деревянный – построен при Богоявленском заводе в 1752 году. Кирпичный трёхпрестольный храм был построен в 1795 году. Главный придел в честь Богоявления и два боковых в честь Покрова Божией Матери и Святителя Николая. Службы совершались до 1934 года. (хотя были перерывы в богослужении ввиду отсутствия духовенства). В 1935 году здание храма было разрушено, на его месте было построено здание сельхозуправления, ныне в этом здании находится БТИ, нотариус, управление госрегистрации. В 1945 году по просьбе православных верующих возобновляется богослужение в посёлке Красноусольский, общине верующих разрешается приобрести помещение по улице Карла Маркса. В 1960 году запретили деятельность православной общины, был снят колокол с колокольни, а из храма изъяты иконы, здание церкви было отобрано и до 1989 года использовалось в качестве детсада. В 1989 году православная община приобрела жилой дом по улице Куйбышева 63а, который был приспособлен под Покровский молитвенный дом. Деньги на дом пожертвовала одна из прихожанок. В 1995 году постановлением Гафурийского Районного Исполкома здание по улице Карла Маркса было вновь возвращено и с этого времени богослужение проходит в нынешнем здании храма. |                                             |
| Православные сооружения Краснокамского района |                                             | |                                             |
| Никольский храм в селе Николо-Березовка РБ | 1873                                        | с. Николо-Берёзовка. Существующий в с. Николо-Берёзовка храм, по преданию, четвёртый со времени основания села (слободы). Первые два «посадского» типа были построены ещё в XVI веке Строгановыми. Предание гласит, что строителем первого Берёзовского храма был Пётр Семёнович Строганов и находившаяся в нём древняя икона святых апостолов Петра и Павла была пожертвована храмосоздателем. Существующий ныне храм в Николо-Березовке каменный, имел три престола: во имя Живоначальной Троицы — в холодной церкви (освящён в 1882 г.), во имя Святителя и Чудотворца Николая (освящён в 1881 г.), во имя Святой Великомученицы Екатерины (освящён в 1816 г.), построен он был на прикладные и сборные средства. Указом Президента Республики Башкортостан от 10 июня 1994 г. № 264-УП «О создании историко-культурных центров в Краснокамском и Баймакском районах и мерах по более полному удовлетворению культурных и религиозных потребностей народов Башкортостана» в нижней части с. Николо-Берёзовка создан и действует историко-архитектурный комплекс «Никольский храм». Объектами, представляющими историческую ценность для создания историко-культурного центра, явились Никольский храм и здания постройки конца XIX века. |                                             |
| Православные сооружения Ишимбайского района |                                             | |                                             |
| Богородице-Казанский храм (Верхотор) | 1788                                        | Богородице-Казанский храм — храм в селе Верхотор, Ишимбайский район, Республика Башкортостан. | .                                           |
| Православные сооружения Мелеузовского района |                                             | |                                             |
| Михаило-Архангельский храм (Зирган) | 1824                                        | 453880, Мелеузовский р-н, п. Зирган, ул. Советская, д. 128. Михаило-Архангельский храм — православный храм в селе Зирган Мелеузовского района Республики Башкортостан. Храм в честь Архангела Михаила в Зиргане просуществовал с 18 века до 30-х годов 20 века, а затем был закрыт. Начал восстанавливаться в 1999 году. В храме издавна останавливались путники, совершавшие путь из Уфы до Оренбурга. Российский император Александр I ( 15 сентября 1824 года) проезжая по Оренбургской губернии посещал храм села Зирган. В храме находится икона с мощами Александра Невского, крест, который был на мощах святых в Софийском соборе в Великом Новгороде; икона — Скоропослушница. Точная копия афонской. Писана на Афоне, и освящена там — приложена к подлиннику. |                                             |
| Космо-Дамианский храм | 1899                                        | Космодамиановская церковь (в селе Нордовка, Мелеузовский район) – образец деревянного храма рубежа XIX и XX столетий. Типичное для этого времени построение плана сочетается с несколько необычными формами завершения, не имеющими в Башкирии точных аналогов. |                                             |
| Православные сооружения Стерлибашевского района |                                             | |                                             |
| Православный храм в дер. Васильевка РБ | 1873                                        | Николо-Бондаревский храм д. Васильевки Стерлибашевского района РБ. Ранее здесь находилось село Бондаревское. Название своё оно получило по имени помещиков, Васильевкой его прозвали уже после революции. В селе в 1870 году проживало всего 214 жителей. Деревянный храм в честь Иконы Божией Матери «Всех Скорбящих Радость», построенный помещиком Бондаревским в 1855 г. был, видимо, временным. Не случайно в том же году началось строительство нового храма, которое продолжалось 18 лет и завершилось в 1873 году. |                                             |
| Православные сооружения Туймазинского района |                                             | |                                             |
| Православный храм в с. Верхнетроицкое РБ | 1873                                        | Свято-Троицкую церковь в селе Верхнетроицкое Туймазинского района. Храм построен в 1753-1759 годы известным горнозаводчиком Иваном Осокиным одновременно с Верхнетроицким медеплавильным заводом. В 19 веке достроен дворянином Бенардаки. До революции являлся центральным храмом округи. В канун Октября деньги на его ремонт (1000 рублей) выделил последний русский царь Николай II. Это один из немногих храмов, имеющих шатровое купольное покрытие. Толщина стен в некоторых местах достигает 1,2 метра. После революции в церкви размещали киноклуб, держали скот, хранили минеральные удобрения, ремонтировали трактора. В 1992 году передана РПЦ, с тех пор началась её медленная реставрация. Свято-Троицкая церковь включена в список памятников архитектуры и истории. |                                             |
| Православный храм в с. Воздвиженское | 1885                                        | Крестовоздвиженская церковь (Республика Башкортостан, Туймазы, село Воздвиженское. Кресто-Воздвиженский храм построен на средства известного благотворителя Уфимской губернии елабужского купца Д.И.Стахеева. Строительство велось с 1884 по 1886 год. Освящена в 1889 году. В строительстве храма принимало участие православное население села и близлежащих деревень. Храм деревянной архитектуры, имеет 2 престола. |                                             |
| Православные сооружения Учалинского района |                                             | |                                             |
| Православный храм Вознесения в c. Вознесенка (Учалинский район) РБ                                                                                      | 1899                                        | Храм в пос. Вознесенка Республика Башкортостан - выдающийся памятник архитектуры. Строительство каменного храма было начато в 1892 году, окончено в 1899 г. Роспись храма, возможно, проводилась до 1905 года, так как имеется изображение святого Серафима Саровского. Престолы – Вознесения (главный), во имя свт. Николая (правый), в честь Покрова Пресвятой Богородицы (левый). Церковь эта относилась к Троицкому уезду Оренбургской губернии. Храм возводился на средства и силами прихожан. Церковь закрыли в 1930-х гг., но во время войны вновь открыли. Действовала церковь до 1960-х гг., закрыта во время хрущёвских гонений. |                                             |
| Православные сооружения Фёдоровского района |                                             | |                                             |
| Покрово-Эннатский монастырь | 1894                                        | с. Дедово Храм Иконы Божьей Матери (Иверской), храм княгини Ольги,, Николо-Бондаревский скит, крестильный храм князя Владимира, большой трапезный храм архангела Михаила |                                             |
| Церковь Казанской иконы Божией Матери | 2004                                        | Церковь Казанской иконы Божией Матери в д. Фёдоровка |                                             |
| Православные сооружения Хайбуллинского района |                                             | |                                             |
| Православный храм честь Иконы Божией Матери «Всецарица» в Бурибае                                                                                       | 2001                                        | Храм в пос. Бурибай Республика Башкортостан. В 2002 г. Бурибаевским ГОКом начато строительство церкви. Осенью произведена закладка фундамента. В 2002 г. стараниями управления Бурибайского Горно-обогатительного комбината был построен храм, освящённый в 2003 г. архиепископом Никоном. В дальнейшем настоятелями были - с 2006 г. по 2009 г. иерей Александр Михайлов, с 2009 по 2010 г. иерей Андрей Ионов. В 2010 году настоятелем храма назначен иерей Серафим Суханов. |                                             |
| Православные храмы Куюргазинского района РБ |                                             | |                                             |
| Православный храм в с. Ермолаево РБ | 2001                                        | Храм в честь Покрова Пресвятой Богородицы в п. Ермолаево, относящийся к бывшей Оренбургской губернии, был построен в царское время купцом Лев Ипполитычем Шоттом. Храм разрушен в 1937-х году до основания. Остался фундамент, который находится в земле вплотную с новым храмом. На территории разрушенного храма, на месте захоронения священнослужителей был построен клуб. Ныне клуб разрушен и на его месте построена часовня. Свято-Тихоновский храм построен заново и в 2005 году был освящён архиепископом Никоном в честь святителя Тихона Патриарха Московского и вся Руси. Престольный праздник 9 октября. |                                             |